# Shidian
För andra betydelser, se Shidian (olika betydelser).
Shidian är ett härad som lyder under Baoshans stad på prefekturnivå i Yunnan-provinsen i sydvästra Kina.